# Porte aux Prêtres

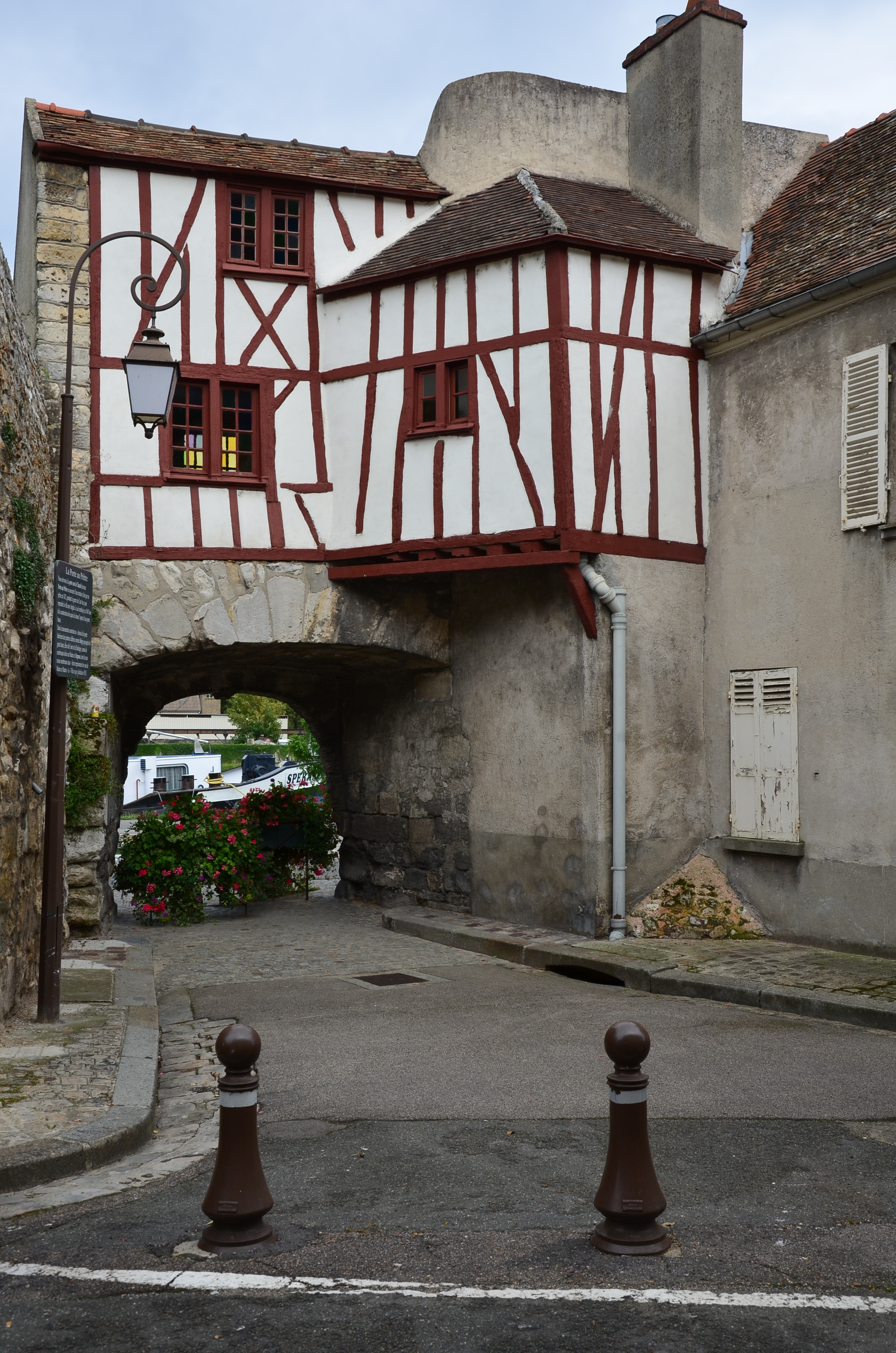
Porte aux Prêtres in Mantes-la-Jolie (Stadtseite)

Die Porte aux Prêtres (dt. Tor der Priester) in Mantes-la-Jolie, einer französischen Stadt im Département Yvelines der Region Île-de-France, wurde im 13. Jahrhundert errichtet und im 15. Jahrhundert verändert. Das Stadttor an der Rue des Tanneries Nr. 26 und am Quai des Cordeliers Nr. 21 ist seit 1955 als Monument historique geschützt.
Das Stadttor war ein Teil der Stadtbefestigung entlang der Seine, deren Bau unter dem König Karl V. (1338–1380) begonnen wurde. Das einfache Tor aus Kalksteinmauerwerk und innen in Fachwerkbauweise wurde im 19. Jahrhundert verkleinert, indem man die Höhe reduzierte.